# Novomîkolaiivka, Pavlohrad
Novomîkolaiivka (în ucraineană Новомиколаївка) este un sat în comuna Poperecine din raionul Pavlohrad, regiunea Dnipropetrovsk, Ucraina.

## Demografie
Componența lingvistică a localității Novomîkolaiivka
     Ucraineană (88,71%)
     Rusă (11,29%)
Conform recensământului din 2001, majoritatea populației localității Novomîkolaiivka era vorbitoare de ucraineană (88,71%), existând în minoritate și vorbitori de rusă (11,29%).